# 奧特穆胡夫湖
50°27′48″N 17°07′20″E / 50.46333°N 17.12222°E

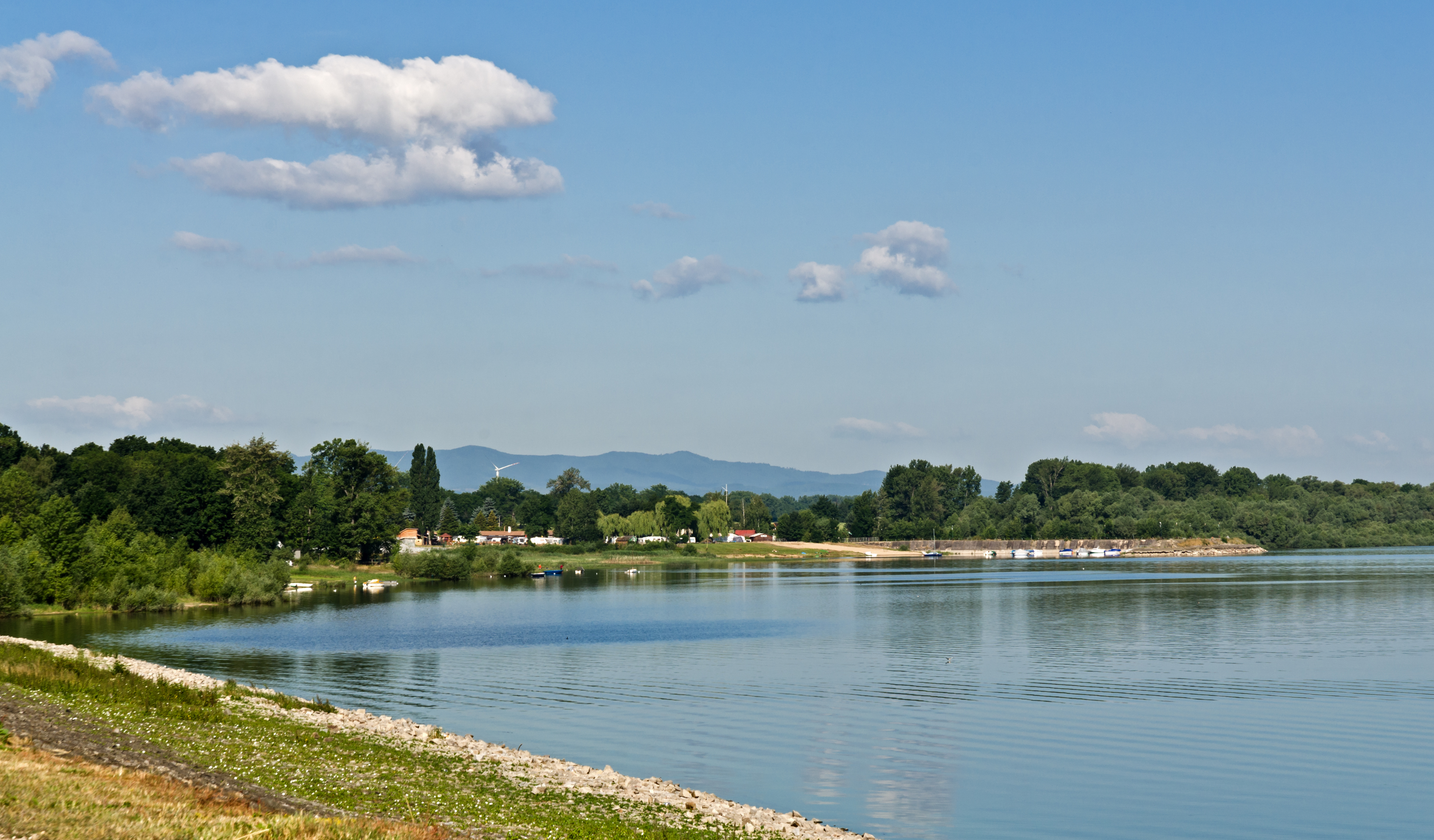

奧特穆胡夫湖是波蘭的水庫，位於該國南部奧波萊省，處於尼斯克沃茲卡河，落成於1933年，面積21平方公里，水深18.4米，蓄水量1.3億立方米。